# Stringfellow-Gletscher
Der Stringfellow-Gletscher ist ein Gletscher an der Davis-Küste des Grahamlands auf der Antarktischen Halbinsel. Er fließt vom Detroit-Plateau nordwärts und mündet unmittelbar westlich des Henson-Gletschers in den Wright-Piedmont-Gletscher.
Luftaufnahmen der Hunting Aerosurveys Ltd. aus den Jahren von 1955 bis 1957 dienten seiner Kartierung. Das UK Antarctic Place-Names Committee benannte den Gletscher am 23. September 1960 nach dem britischen Erfinder und Luftfahrtpionier John Stringfellow (1799–1883).